# Шпитал
Шпитал (на немски: Spittal an der Drau, пълно име Шпитал ан дер Драу, в най-близък превод Шпитал на Драва) е град в Южна Австрия. Разположен е около мястото на вливането на река Лизер в река Драва в едноименния окръг Шпитал ан дер Драу на провинция Каринтия. Главен административен център е на окръг Шпитал ан дер Драу. Надморска височина 560 m. Отстои на около 70 km северозападно от провинциалния център град Клагенфурт. Население 15 913 жители към 1 април 2009 г.

## Побратимени градове
- Льоне, Германия от 1973 г.
- Порденоне, Италия от 1987 г.
- Порча, Италия от 1987 г.